# جويندولين فورنيول
جويندولين بوليفار فورنيول (من مواليد 11 يونيو 2000) هي عارضة أزياء فلبينية-فرنسية وملكة جمال تم تتويجها ملكة جمال الفلبين 2022. ستمثل الفلبين في ملكة جمال العالم 2022.

## سيرة شخصية
ولدت فورنيول ونشأت في فرنسا لأم فلبينية سيم فورنيول (ني بوليفار) من كابانكالان، نيغروس أوتشيدنتال والأب الفرنسي تييري فورنيول. حصلت غويندولين على درجة البكالوريوس في الاقتصاد من جامعة أكسفورد بروكس في لندن، إنجلترا.

## مسابقة جمال

### ملكة جمال العالم الفلبين 2021
انضم فورنيول إلى مسابقة ملكة جمال العالم بالفلبين 2021 في 3 أكتوبر 2021 ، التي أقيمت في مركز سوبيك باي للمعارض وقاعة المؤتمرات أ في أولونجابو ، وحصلت على المركز الخامس عشر في الدور قبل النهائي.

### ملكة جمال العالم الفلبين 2022
في 5 يونيو 2022 ، انضمت فورنيول إلى مسابقة ملكة جمال العالم الفلبين 2022 التي أقيمت في اس ام مول اوف اسيا ارينا في باساي، حيث فازت باللقب وخلفتها تريسي بيريز.

### ملكة جمال العالم 2022
سيمثل فورنيول الفلبين في ملكة جمال العالم 2022.

## روابط خارجية
- جويندولين فورنيول على إنستغرام